# ويليام فيكتور هيغينز
ويليام فيكتور هيغينز (بالإنجليزية: William Victor Higgins)‏ هو رسام أمريكي، ولد في 28 يونيو 1884 في شيلبيفيل في الولايات المتحدة، وتوفي في 23 أغسطس 1949 في تاوس في الولايات المتحدة.